# Бамберг (Південна Кароліна)
Бамберг (англ. Bamberg) — місто (англ. city) в США, в окрузі Бемберг штату Південна Кароліна. Населення — 3076 осіб (2020).

## Географія
Бамберг розташований за координатами 33°18′0″ пн. ш. 81°1′52″ зх. д. / 33.30000° пн. ш. 81.03111° зх. д. (33.300136, -81.031222).  За даними Бюро перепису населення США в 2010 році місто мало площу 9,31 км², з яких 9,28 км² — суходіл та 0,03 км² — водойми.

### Клімат
| Клімат : Бамберг      | Клімат : Бамберг | Клімат : Бамберг | Клімат : Бамберг | Клімат : Бамберг | Клімат : Бамберг | Клімат : Бамберг | Клімат : Бамберг | Клімат : Бамберг | Клімат : Бамберг | Клімат : Бамберг | Клімат : Бамберг | Клімат : Бамберг | Клімат : Бамберг |
| Показник              | Січ.             | Лют.             | Бер.             | Квіт.            | Трав.            | Черв.            | Лип.             | Серп.            | Вер.             | Жовт.            | Лист.            | Груд.            | Рік              |
| Середній максимум, °C | 14,4             | 16,7             | 21,1             | 25,6             | 28,9             | 31,7             | 33,3             | 32,2             | 29,4             | 24,4             | 20,0             | 15,6             | 24,4             |
| Середній мінімум, °C  | 1,7              | 3,3              | 6,7              | 10,6             | 15,0             | 18,9             | 21,1             | 20,6             | 17,8             | 11,7             | 6,7              | 2,8              | 11,7             |
| Норма опадів, мм      | 99               | 99               | 109              | 79               | 94               | 132              | 127              | 135              | 104              | 71               | 64               | 84               | 1196             |
| --------------------- | ---------------- | ---------------- | ---------------- | ---------------- | ---------------- | ---------------- | ---------------- | ---------------- | ---------------- | ---------------- | ---------------- | ---------------- | ---------------- |
| Джерело: Weatherbase  |                  |                  |                  |                  |                  |                  |                  |                  |                  |                  |                  |                  |                  |

## Демографія
Згідно з переписом 2010 року, у місті мешкало 3607 осіб у 1366 домогосподарствах у складі 855 родин. Густота населення становила 387 осіб/км².  Було 1572 помешкання (169/км²).
Расовий склад населення:
| - 55,3 % — чорних або афроамериканців - 41,3 % — білих - 1,1 % — азіатів - 0,4 % — корінних американців |

До двох чи більше рас належало 1,3 %. Частка іспаномовних становила 1,6 % від усіх жителів.
За віковим діапазоном населення розподілялося таким чином: 22,8 % — особи молодші 18 років, 59,8 % — особи у віці 18—64 років, 17,4 % — особи у віці 65 років та старші. Медіана віку мешканця становила 38,7 року. На 100 осіб жіночої статі у місті припадало 84,8 чоловіків;  на 100 жінок у віці від 18 років та старших — 79,1 чоловіків також старших 18 років.
Середній дохід на одне домашнє господарство  становив 53 115 доларів США (медіана — 38 500), а середній дохід на одну сім'ю — 64 274 долари (медіана — 47 794). За межею бідності перебувало 21,9 % осіб, у тому числі 38,9 % дітей у віці до 18 років та 11,2 % осіб у віці 65 років та старших.
Цивільне працевлаштоване населення становило 1381 особа. Основні галузі зайнятості: освіта, охорона здоров'я та соціальна допомога — 45,3 %, виробництво — 21,1 %, публічна адміністрація — 7,5 %, роздрібна торгівля — 5,7 %.